# كراز
مصنع كريمنشوك للسيارات (بالأوكرانية: Кременчуцький автомобільний завод) اختصاراً كراز (بالأوكرانية: КрАЗ)) هي شركة شاحنات أوكرانية كانت تابعة للاتحاد السوفيتي تأسست في أعقاب الحرب العالمية الثانية في عام 1946.

## وصلات خارجية
- الموقع الإلكتروني